# دانشگاه العاشر
دانشگاه العاشر (به عربی: جامعة العاشر من رمضان) یک دانشگاه است که در شهرستان عاشر من رمضان در استان شرقیه مصر است واقع شده است.